# Andrea Rán Snæfeld Hauksdóttir
Andrea Rán Snæfeld Hauksdóttir (Kópavogur, Reikiavik, 28 de enero de 1996) es una futbolista islandesa que juega como centrocampista. Actualmente milita en el  Club Mazatlán de la Primera División Femenil de México. Debutó con la selección femenina de fútbol de Islandia en 2016.

## Trayectoria

### Universitaria
Andrea jugó fútbol universitario para la Universidad del Sur de Florida. Fue nombrada mediocampista del año de la American Athletic Conference en 2018 y 2019.
Andrea jugó para Breiðablik de 2011 a 2021. Fue cedida al Le Havre durante parte de la temporada 2021 y luego firmó con el Houston Dash.

### Club América Femenil
En el 2022 fichó por el Club América Femenil de México.

### Mazatlán
En 2023 fichó por el club  Mazatlán de la Liga Mx Femenil.